# Éditions Jeanne Laffitte
Pour les articles homonymes, voir Laffitte.
 (septembre 2024).
Si vous disposez d'ouvrages ou d'articles de référence ou si vous connaissez des sites web de qualité traitant du thème abordé ici, merci de compléter l'article en donnant les références utiles à sa vérifiabilité et en les liant à la section « Notes et références ».
Les Éditions Jeanne Laffitte sont une maison d'édition française installée à Marseille (Bouches-du-Rhône) dans le quartier des Arcenaulx. Elle est spécialisée dans la reproduction de livres anciens et rares. Elle a été fondée par Jeanne Laffitte en 1978.